# Pangbornovo letiště
Pangbornovo letiště (anglicky Pangborn Memorial Airport) je veřejné letiště v okrese Douglas v americkém státě Washington. Nachází se 7 kilometrů od centra Wenatchee, které leží v sousedním okrese Chelan. Vlastníkem letiště jsou Přístavy okresů Chelan a Douglas.
Letiště je většinou využíváno pro obecné letectví, ale také jej obsluhuje jedna komerční aerolinka, Horizon Air, která provozuje příměstské lety do Seattlu. Od září 2006 letiště využívá Instrument Landing System.
Své jméno letiště dostalo po Clydu Pangbornovi, který se roku 1931 stal prvním člověkem, kdo bez zastávky přeletěl Tichý oceán. Svůj výlet začal v Misawě, v japonské prefektuře Aomori a plánoval přistát na letišti v Seattlu, místo toho však letěl až do Wenatchee.

## Zázemí a letadla
Letiště má rozlohu 237 hektarů a nadmořskou výšku 381 metrů. Nachází se zde dvě zpevněné ranveje, obě pokryté asfaltem.
V roce 2008 letiště využilo 44 681 letadel, průměrně 122 za den. 69 % letů tvořilo obecné letectví, 29 % letecké taxi, 2 % plánované komerční lety a méně než 1 % vojenské lety. Ze 132 zde umístěných letadel bylo 67 % jednomotorových, 9 % vícemotorových, 10 % tryskových, 2 % vrtulníky, 11 % kluzáky a 1 % ultralehká letadla.

## Plánovaná expanze
V roce 2009 doporučil a schválil Federální úřad letectví rozšíření zdejší ranveje na 2 130 metrů pro komerční lety společnosti Canadair. Prodloužení ranveje také zvýší kapacitu v létě a v zimě pomůže přistávajícím letadlům při kluzkých podmínkách.

## Komerční lety a destinace
- Horizon Air – Seattle/Tacoma